# 仕切状
仕切状（しきりじょう）とは、商品売買に際し、品目や品位等級、数量などを明記し、授受すべき商品、代金および口銭などの手数料を記した文書。仕切書（しきりがき）とも。
仕切状には大きく分けて売仕切と買仕切があり、売仕切は売主から買主に対して出され、買仕切は買主から売主に出された。江戸時代に商品取引の仲介業務にあたる荷受問屋や廻船問屋などの取引や決済では欠かせない文書であった。